# ماساكي شوغو
ماساكي شوغو (باليابانية: 中後 雅喜) (16 مايو 1982 في تشيبا في اليابان – )؛ هو لاعب كرة قدم ياباني سابق كان يلعب كلاعب وسط.

## وصلات خارجية
- ماساكي شوغو على موقع رابطة كرة القدم اليابانية للمحترفين (اليابانية)
- ماساكي شوغو على موقع قاعدة بيانات كرة القدم.إي يو (الإنجليزية)
- ماساكي شوغو على موقع Soccerway.com (الإنجليزية)
- ماساكي شوغو على موقع عالم كرة القدم.نت (الإنجليزية)
- ماساكي شوغو على موقع كووورة